# Apologie (Xenophon)
Die Apologie des Sokrates vor dem Gericht (altgriechisch Ἀπολογία Σωκράτους πρὸς τοὺς Δικαστάς, Apologia Sokratūs pros tūs Dikastas) wurde von dem antiken Historiker Xenophon verfasst. Xenophon, als Jüngling Schüler des Philosophen in Athen, weilte während des Prozesses gegen Sokrates nicht mehr in der Stadt (er war auf dem „Zug der Zehntausend“, s. Anabasis). Dieser Text in der Variante des Xenophon gibt die Verteidigungsrede des Sokrates zur von Meletos eingereichten am Areopag öffentlich ausgehängten Anklage wieder. Die Ankläger forderten die Todesstrafe. Sokrates war angeklagt worden wegen der Einführung neuer Gottheiten bzw. atheistischer Blasphemie gegenüber den Göttern des Stadtstaates und der Verführung der Jugend zum Ungehorsam gegenüber den Eltern.

## Weitere Apologien
Nach der Verurteilung und dem Tod des Sokrates im Jahre 399 v. Chr. entstand eine Vielzahl literarischer Apologien. Diese Texte versuchten den Meister nachträglich gegenüber den Vorwürfen der Gottlosigkeit (gr. Asebie) und der (trotz antiker Knabenliebe nicht sexuell, sondern pädagogisch gemeinten) Jugendverführung zu verteidigen. Erhalten geblieben sind einzig die stilisierte Verteidigungsrede nach Platon und die sehr viel kürzere Version des Xenophon. Beide Texte stellen den Sokrates in ihrer eigenen Sicht dar, wobei sich trotz gewisser Unterschiede auch einige strukturelle und inhaltliche Gemeinsamkeiten nachweisen lassen.

## Aufbau
Deutlich gibt sich ein dreiteiliger Aufbau zu erkennen, der auch die Struktur der Apologie bei Platon ausmacht. Der Prozess verlief in Analogie zum Aufbau der Apologien in drei Phasen:
1. Das Plädoyer, die eigentliche Verteidigungsrede auf die Vorwürfe der Anklage. Darauf entschieden die 501 Richter demokratisch über die Schuld des Angeklagten. Nach diesem Entscheid musste der für schuldig befundene Sokrates ein zweites Mal sprechen:
2. Der Gegenantrag stand für die Pflicht des Beschuldigten, sich durch die Forderung einer milderen Strafe zur Schuld zu bekennen und sich durch diese Unterwerfung gleichzeitig die Gnade des Staates zu erwirken. Eventuell hatte der historische Sokrates mit dem Vorschlag der Bezahlung einer lächerlich kleinen Geldstrafe die Richter provoziert. Xenophon erzählt, dass Sokrates diesen Schritt im Prozess grundsätzlich verweigert habe und auch nicht wollte, dass die beim Prozess anwesenden Freunde zu seiner Entlastung für eine angemessen hohe Geldsumme bürgten. Platon berichtet etwas anders, aber in demselben Sinne, dass Sokrates für seinen selbstlosen philosophischen Dienst zum seelischen Wohl der Bürger der Stadt eine Belohnung gefordert haben soll. Darauf entschieden sich die Richter mit einer noch größeren Mehrheit für die Erfüllung der seitens der Kläger geforderten Höchststrafe: Der Tod.
3. Darauf folgen noch weitere Reden nach der Verurteilung, die im tatsächlichen Prozess selbst wohl nicht mehr gehalten worden sind. Wo Platon stilisiert, lässt Xenophon den Sokrates beim Weggang vom Gericht noch einige tröstende und prophetische Aussagen zu Freunden (Apollodoros) und Feinden (Anytos) machen.

Xenophon möchte zeigen, dass Sokrates bewusst in den Tod gegangen sei. Das Unglück seines Todes war kein Zufall. Denn der Philosoph habe gespürt, dass seine Zeit gekommen sei, um das Leben zu vollenden und zu sterben. Diese zentrale Thematik in Xenophons Apologie führt zur modernen Fragestellung von Sterbehilfe zu einem guten statt einem qualvollen inhumanen Tod (gr. Euthanasie).
Der historische Sokrates zeigte sich überzeugt davon, dass er als 70-jähriger Mann bald von Krankheit und Altersbeschwerden geplagt sein würde. Deshalb habe er sich nicht gegen die Todesstrafe gewehrt, blieb im Gefängnis, anstatt zu fliehen. Er akzeptierte sein scheinbar tragisches Ende als den Willen des Gottes, trank frohen Mutes den Giftbecher und verstarb inmitten trauernder Freunde.
Diese Erinnerung an das erhabene Vorbild des Sokrates war auch für Xenophon Auslöser für die literarische Darstellung der Umstände seines Sterbens.

### Ausgaben
- Xenophons Apologie des Sokrates. Deutsch-Griechisch. Hrsg., eingeleitet, übersetzt, mit Biographie (verfasst von M. Mendelssohn) und Essay (Das Schwören des Sokrates "beim Hunde!") ergänzt von Raphael Baer, Verlag Bär, Niederuzwil 2007. ISBN 978-3-9523212-3-2
- Xenophon: Die sokratischen Schriften. Hrsg. und übersetzt von Ernst Bux, Kröner, Stuttgart 1956.
- "Xenofons Erinnerungen an Sokrates" - übersetzt von Otto Güthling, 1883.

### Sekundärliteratur
- Raphael Baer: Sokrates und Jesus in Prozess und Tod. Analogien und Differenzen. Verlag Bär, Niederuzwil 2007. ISBN 978-3-9523212-2-5.